# Lady Pank
Lady Pank è un gruppo musicale rock e pop rock polacco, nato nel 1981 a Varsavia da Jan Borysewicz e Andrzej Mogielnicki.

## Il gruppo
Il suo primo successo è stato "Mała Lady Punk" (Piccola Lady Punk). Insieme a Budka Suflera e Dżem è una delle band più note, oltre che più longeve, nel panorama musicale polacco. Il chitarrista e leader Borysiewicz aveva da poco lasciato i Budka Suflera che avevano delle sonorità simili, per dare vita a qualcosa di diverso.
I Lady Pank acquisirono una certa notorietà negli Stati Uniti nel 1986 quando MTV fece passare il video del loro singolo "Minus Zero" ("Meno zero"), il cui titolo era una diversa traduzione del titolo della canzone originale "Meno di zero" ("Mniej niż zero"), e pubblicarono un album, Drop everything, con traduzioni in inglese di testi delle loro prime produzioni.
Grazie ad una attenta campagna promozionale, il gruppo guadagnò notorietà in Polonia ben prima del suo debutto ufficiale, quando ancora il nome programmato era "Żużel" ("clinker", ma anche "pista da velocità").
Il video per uno dei loro pezzi più famosi, "Zawsze Tam Gdzie Ty", è stato ambientato nella stazione Quincy della metropolitana di Chicago.

## Formazione e musicisti
L'organico della band è cambiato molte volte nel corso degli anni, ma il nucleo di Jan Borysewicz e Janusz Panasewicz ha mantenuto un sound specifico e riconoscibile per il quintetto. Il ruolo del frontman è ricoperto dalla voce principale, Panasewicz, con aiuti occasionali dal chitarrista Borysewicz (che ha anche cantato da solista in alcuni pezzi).

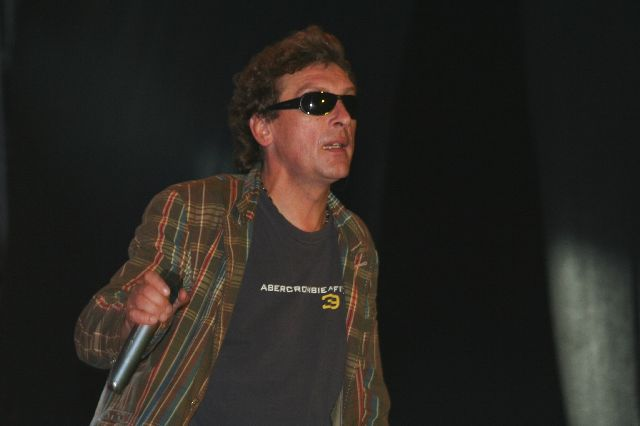
Uno dei due leader carismatici dei Lady Pank, Janusz Panasewicz, nel 2006

I membri originali della band erano:
- Jan Borysewicz - chitarra solista
- Janusz Panasewicz - voce
- Paweł Mścisławski - basso
- Edmund Stasiak - chitarra
- Jarosław Szlagowski - batteria

L'attuale formazione è composta da:
- Jan Borysewicz - chitarra solista/voce
- Janusz Panasewicz - voce
- Kuba Jabłoński - batteria
- Krzysztof Kieliszkiewicz - basso
- Michał Sitarski - chitarra

Le canzoni più famose sono: "Tańcz głupia, tańcz" (Balla, stupida, balla), "Mniej niż zero" (Meno di zero), "Wciąż bardziej obcy" (Sempre più estraneo), "Kryzysowa narzeczona" (Fidanzata della crisi), "Zamki na piasku" (Castelli sulla sabbia), "Tacy sami" (Così identici/uguali), "Zostawcie Titanica" (Lasciate stare il Titanic), "Mała wojna" (Piccola guerra), "Zawsze tam gdzie ty" (Sempre dove stai tu), "Znowu pada deszcz" (Piove di nuovo), "Na granicy" (Al confine), "Stacja Warszawa" (Stazione di Varsavia).

## Discografia

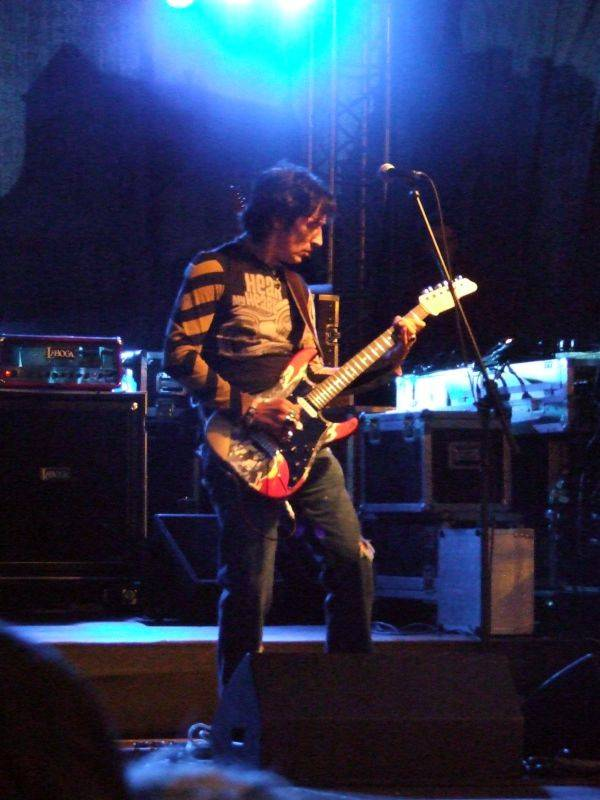
Jan Borysewicz in concerto il 2 maggio 2006

La discografia dei Lady Pank consiste di circa 20 album ed oltre 200 pezzi, molti dei quali esistono in più versioni (studio, live, in Inglese, acustica, techno). Il loro ultimo album "Maraton" è uscito il 20 giugno 2007.
- Lady Pank (1983)
- Ohyda (1984)
- Drop Everything (1985)
- LP 3 (1986)
- O dwóch takich, co ukradli księżyc cz. 1 (1986)
- O dwóch takich, co ukradli księżyc cz. 2 (1988)
- Tacy sami (1988)
- Zawsze tam, gdzie ty (1990)
- Na na (1994)
- Mała wojna - akustycznie (1995)
- Międzyzdroje (1996)
- Zimowe graffiti (1996)
- W transie (1997)
- Łowcy głów (1998)
- Koncertowa (1999)
- Nasza reputacja (2000)
- Teraz (2004)
- Strach się bać (2007)
- Maraton (2011)
- "Miłość i władza" (2016 )

## Esibizioni dal vivo
Nel solo 1983, il gruppo si è esibito dal vivo per ben 369 volte. Dopo altri tre anni, il numero degli spettacoli era salito ad 800, un record in Polonia per l'epoca. Il 30 novembre 2000, i Lady Pank suonarono un concerto di giubileo per celebrare il loro diciottesimo compleanno.

## Strumenti
Sia Jan Borysewicz che gli altri chitarristi del gruppo hanno una predilezione per le chitarre Fender Stratocaster e gli amplificatori Marshall, benché recentemente abbiano sperimentato gli amplificatori Orange.